# 1452 Hunnia
1452 Hunnia (1938 DZ1) là một tiểu hành tinh vành đai chính được phát hiện ngày 26 tháng 2 năm 1938 bởi György Kulin ở Budapest.